# Kamikawa (Saitama)
Kamikawa (jap. 神川町, -machi) ist eine Stadt auf der japanischen Hauptinsel Honshū im Landkreis Kodama in der Präfektur Saitama.

## Geografie
Kamikawa liegt südlich von Takasaki und westlich von Honjō.

## Verkehr
- Straße:
  - Nationalstraße 254, 462
- Zug:
  - JR Hachikō-Linie, nach Hachiōji oder Takasaki

## Angrenzende Städte und Gemeinden
- Honjō
- Kamisato
- Chichibu
- Minano
- Fujioka

## Persönlichkeiten
- Ado Onaiwu (* 1995), Fußballspieler